# 猶太語言
猶太語言（希伯來語：‎；意第緒語：‎）是指世界各地的猶太人社區使用的語言和方言，其特點是融合了當地的非猶太語言及希伯來語和後期阿拉姆語。早期西北閃族諸語起源於約西元前2350至1200年，在鐵器時代時，聖經希伯來語開始和其他西北閃語分化。希伯來語在西元前1000年前開始在迦南地區形成。隨著猶太人分散到全世界，世界各地猶太人使用的語言開始受到當地語言的影響。一些語言學家認為猶太語言由猶太人發明，但也有觀點認為猶太語言只是由猶太社區轉換而成。典型的猶太語言包括意第緒語。

### 引用
1. ↑  Waltke & O'Connor (1990:6–7頁)
2. ↑  Waltke & O'Connor (1990:8–9頁)
3. ↑  Sáenz-Badillos (1993:1–2頁)

## 外部連結
- Jewish Language Research Website from Jewish-languages.org
- Jewish Hebrew Language Guide （页面存档备份，存于）